# Liste der Kulturdenkmale in Pforzheim-Dillweißenstein
In der Liste der Kulturdenkmale in Pforzheim-Dillweißenstein werden alle unbeweglichen Bau- und Kunstdenkmale in Dillweißenstein aufgelistet, die in der städtischen „Liste der Kulturdenkmale“ geführt sind.

## Liste
| Bild           | Bezeichnung                                                        | Lage                                                                               | Datierung           | Beschreibung                                             | ID |
| -------------- | ------------------------------------------------------------------ | ---------------------------------------------------------------------------------- | ------------------- | -------------------------------------------------------- | -- |
|                | Gasthaus Rabeneck                                                  | Belremstraße 6 (Flst.-Nr. 20159)                                                   | 1911                | Geschützt nach § 2 DSchG                                 |    |
|                | Wohndoppelhaus                                                     | Belremstraße 33/37 (Flst.-Nr. 20073/1, 20072/1)                                    | 1477/um 1800        | Geschützt nach § 12 DSchG                                |    |
|                | Wohnhaus                                                           | Belremstraße 47/49 (Flst.-Nr. 20054)                                               | 1500                | Geschützt nach § 2 DSchG                                 |    |
|                | Wohnhaus                                                           | Belremstraße 50 (Flst.-Nr. 20141)                                                  | Wahrscheinlich 1791 | Geschützt nach § 2 DSchG                                 |    |
|                | Wohnhaus                                                           | Belremstraße 54 (Flst.-Nr. 20004)                                                  | 1905                | Geschützt nach § 2 DSchG                                 |    |
|                | Ehemaliges Bahndienstwohnhaus                                      | Belremstraße 60/62 (Flst.-Nr. 20001/3)                                             | 1912                | Geschützt nach § 2 DSchG                                 |    |
| Weitere Bilder | Ehemaliges Bahnhof Weißenstein mit Güterhalle                      | Belremstraße 70/70a (Flst.-Nr. 20001/7, 20001)                                     | 1874                | Geschützt nach § 2 DSchG                                 |    |
|                | Gütergleis, Laderampe und Tunnelportal                             | Belremstraße 70/70a (Flst.-Nr. 20001/7, 20001)                                     | 1874                | Geschützt nach § 2 DSchG                                 |    |
|                | Ehemaliges Bahnwärterhaus Posten 65                                | Belremstraße 79 (Flst.-Nr. 20001/4)                                                | 1874                | Geschützt nach § 2 DSchG                                 |    |
|                | Beutbachbrücke                                                     | Beutbachbrücke                                                                     | um 1874             | Eisenbrücke über den Beutbach. Geschützt nach § 2 DSchG  |    |
| Weitere Bilder | Bogenbrücke                                                        | Bogenbrücke                                                                        | 1856                | Gewölbebrücke über die Nagold. Geschützt nach § 28 DSchG |    |
| Weitere Bilder | Staustufe, Wehr, ehemaliger Floßkanal und Wasserfall               | Bogenbrücke                                                                        |                     | Geschützt nach § 2 DSchG                                 |    |
|                | Ehemalige Schmiedewerkstatt                                        | Bülowstraße 31 (Flst.-Nr. 20404/2)                                                 | 1907                | Geschützt nach § 2 DSchG                                 |    |
|                | Glocken                                                            | Bülowstraße 44 (Flst.-Nr. 20378)                                                   | von 1700 und 1922   | Geschützt nach § 2 DSchG                                 |    |
|                | Stadtwohnhaus                                                      | Bülowstraße 45 (Flst.-Nr. 20363/4)                                                 | 1907                | Geschützt nach § 2 DSchG                                 |    |
|                | Stadtwohndoppelhaus                                                | Bülowstraße 47/49 (Flst.-Nr. 20366/7, 20366/6)                                     | 1907                | Geschützt nach § 2 DSchG                                 |    |
|                | Zweiteiliges Stadtwohnhaus                                         | Bülowstraße 56 / Wilhelm-Raabe-Straße 8 (Flst.-Nr. 20368, 20272/1)                 | 1904                | Geschützt nach § 2 DSchG                                 |    |
|                | Zweiteiliges Stadtwohnhaus                                         | Bülowstraße 60/62 (Flst.-Nr. 20270, 20269)                                         | 1906                | Geschützt nach § 2 DSchG                                 |    |
|                | Stadtwohnhaus                                                      | Bülowstraße 74/76 (Flst.-Nr. 20259, 20259/1)                                       | 1901                | Geschützt nach § 2 DSchG                                 |    |
|                | Ehemaliges Gehöft mit Wohnhaus und Nebengebäuden                   | Burggartenstraße 41-45 (Flst.-Nr. 20061, 20063)                                    |                     | Geschützt nach § 2 DSchG                                 |    |
|                | Ehemaliges Flößerhaus Goldener Anker mit Gaststätte                | Felsenstraße 2 (Flst.-Nr. 20172)                                                   | 1722                | Geschützt nach § 2 DSchG                                 |    |
|                | Hirtenhäusle                                                       | Felsenstraße 10 (Flst.-Nr. 20174)                                                  | 18. Jahrhundert     | Geschützt nach § 2 DSchG                                 |    |
|                | Zweiteilige Stadtwohnhausgruppe                                    | Fischerstraße 1/2 (Flst.-Nr. 20046, 20046/1)                                       | 1900/07             | Geschützt nach § 2 DSchG                                 |    |
|                | Zweiteilige Wohnhausgruppe                                         | Friedenstraße 164/166 (Flst.-Nr. 20971, 20969)                                     |                     | Geschützt nach § 2 DSchG                                 |    |
|                | Zweiteilige Wohnhausgruppe                                         | Friedenstraße 190/192 (Flst.-Nr. 21032, 21032/1)                                   |                     | Geschützt nach § 2 DSchG                                 |    |
|                | Evangelisches Pfarrhaus, ehemalige Villa Wittenauer                | Friedenstraße 211 (Flst.-Nr. 21025)                                                | 1906                | Geschützt nach § 2 DSchG                                 |    |
|                | Gruppe von fünf Stadtwohnhäusern                                   | Ganghoferstraße 1, 3/5, 7/9 (Flst.-Nr. 20418/2, 20407, 20406, 20405, 20404)        | 1905–07             | Geschützt nach § 2 DSchG                                 |    |
|                | Gasthaus Linde mit Saal                                            | Herrenstraße 1 / Hirsauer Straße 142 (Flst.-Nr. 20250/9, 20250/3)                  | 1905                | Geschützt nach § 2 DSchG                                 |    |
|                | Wohnhaus                                                           | Herrenstraße 3 (Flst.-Nr. 20253)                                                   | 1902                | Geschützt nach § 2 DSchG                                 |    |
|                | Grünanlage mit Gefallenen-Ehrenmal und Brunnen                     | Hirsauer Straße (Flst.-Nr. 20238)                                                  | 1923                | Geschützt nach § 2 DSchG                                 |    |
| Weitere Bilder | Gefallenen-Ehrenmal                                                | Hirsauer Straße (Flst.-Nr. 20170)                                                  | 1879                | Geschützt nach § 2 DSchG                                 |    |
|                | Sparn-Gedenkstein                                                  | Hirsauer Straße (Flst.-Nr. 3189)                                                   | 1909                | Geschützt nach § 2 DSchG                                 |    |
|                | Ehemaliges Luftkurhotel                                            | Hirsauer Straße 11 (Flst.-Nr. 20787/5)                                             | 1900                | Geschützt nach § 2 DSchG                                 |    |
|                | Wohnhaus                                                           | Hirsauer Straße 13 (Flst.-Nr. 20789/1)                                             | 1902                | Geschützt nach § 2 DSchG                                 |    |
|                | Wohnhaus mit Fabrikflügel                                          | Hirsauer Straße 37 (Flst.-Nr. 20474/4)                                             | 1886                | Geschützt nach § 2 DSchG                                 |    |
|                | Stadtwohngeschäftshaus                                             | Hirsauer Straße 83 (Flst.-Nr. 20299/2)                                             | 1908                | Geschützt nach § 2 DSchG                                 |    |
|                | Dillsteiner Türmle                                                 | Hirsauer Straße 87 (Flst.-Nr. 20298)                                               | 1821                | Geschützt nach § 2 DSchG                                 |    |
|                | Dreiteilige Stadtwohnhausgruppe                                    | Hirsauer Straße 101, 103/105 (Flst.-Nr. 20290/2, 20290, 20290/1)                   | 1899/1906           | Geschützt nach § 2 DSchG                                 |    |
|                | Zweiteiliges Stadtwohngeschäftshaus                                | Hirsauer Straße 116 / Ludwigsplatz 2 (Flst.-Nr. 20415, 20413)                      | 1907                | Geschützt nach § 2 DSchG                                 |    |
|                | Zweiteiliges Stadtwohngeschäftshaus                                | Hirsauer Straße 122 / Ludwigsplatz 1 (Flst.-Nr. 20346, 20345)                      | 1904                | Geschützt nach § 2 DSchG                                 |    |
|                | Fünfteilige Stadtwohngeschäftshausgruppe                           | Hirsauer Straße 124/126/128, 130/132 (Flst.-Nr. 20347, 20348, 20349, 20350, 20351) | 1903/04             | Geschützt nach § 2 DSchG                                 |    |
|                | Gruppe von zwei Stadtwohnhäusern                                   | Hirsauer Straße 144, 146 (Flst.-Nr. 20250/2, 20251/1)                              | 1906                | Geschützt nach § 2 DSchG                                 |    |
|                | Zweiteilige Stadtwohnhausgruppe mit Gastwirtschaft Stadt Pforzheim | Hirsauer Straße 160/162 (Flst.-Nr. 20236/2, 20236/1)                               | 1898                | Geschützt nach § 2 DSchG                                 |    |
|                | Ehemalige Villa Gengenbach                                         | Hirsauer Straße 184 (Flst.-Nr. 20231/1)                                            | 1912                | Geschützt nach § 2 DSchG                                 |    |
| Weitere Bilder | Ehemalige Trautzsche Fabrik                                        | Hirsauer Straße 195 (Flst.-Nr. 20217)                                              | 1901                | Geschützt nach § 2 DSchG                                 |    |
|                | Wohnhaus                                                           | Hirsauer Straße 201 (Flst.-Nr. 20216/5)                                            | 1889                | Geschützt nach § 2 DSchG                                 |    |
|                | Wohngeschäftshaus                                                  | Hirsauer Straße 217 (Flst.-Nr. 20214)                                              | 1869–72             | Geschützt nach § 2 DSchG                                 |    |
| Weitere Bilder | Ehemalige Trautzsche Villa                                         | Hirsauer Straße 220 (Flst.-Nr. 20226)                                              | 1890                | Geschützt nach § 2 DSchG                                 |    |
| Weitere Bilder | Ehemalige Remise, Feuerwehrgerätehaus                              | Hirsauer Straße 220a (Flst.-Nr. 20226/2)                                           | 1899                | Geschützt nach § 2 DSchG                                 |    |
| Weitere Bilder | Grundschule                                                        | Hirsauer Straße 222 (Flst.-Nr. 20223)                                              | 1896                | Geschützt nach § 2 DSchG                                 |    |
| Weitere Bilder | Ehemaliges Rathaus                                                 | Hirsauer Straße 224 (Flst.-Nr. 20222)                                              | 1879                | Geschützt nach § 2 DSchG                                 |    |
|                | Wohnanlage                                                         | Hirsauer Straße 228-244 (Flst.-Nr. 20220, 20220/2, 20220/3)                        | 1922–26             | Geschützt nach § 2 DSchG                                 |    |
| Weitere Bilder | Altes Kesselhaus und Schlosserei der ehemaligen Papierfabrik       | Hirsauer Straße 241 (Flst.-Nr. 20213)                                              | 1890                | Geschützt nach § 2 DSchG                                 |    |
| Weitere Bilder | Werkskraftwerk der ehemaligen Papierfabrik mit Tanks               | Hirsauer Straße 241 (Flst.-Nr. 20213)                                              | 1953/58             | Geschützt nach § 2 DSchG                                 |    |
|                | Burgplatz mit Ruine                                                | Hoheneck (Flst.-Nr. 20630)                                                         | 11./12. Jahrhundert | Geschützt nach § 2 DSchG                                 |    |
|                | Wohnhaus                                                           | Hoheneckstraße 33/35 (Flst.-Nr. 20194, 20192)                                      | 1456                | Geschützt nach § 2 DSchG                                 |    |
|                | Stadtwohngeschäftshaus                                             | Huchenfelder Straße 2 (Flst.-Nr. 20302/1)                                          | 1910                | Geschützt nach § 2 DSchG                                 |    |
|                | Ruine einer Wehranlage                                             | Kräheneck (Flst.-Nr. 22910)                                                        | 13. Jahrhundert     | Geschützt nach § 28 DSchG                                |    |
|                | Ehemaliger Kirchhof der Heiliggeistkirche                          | Kräheneckstraße (Flst.-Nr. 20165)                                                  |                     | Geschützt nach § 2 DSchG                                 |    |
| Weitere Bilder | Turm der evangelischen Heiliggeistkirche                           | Kräheneckstraße 1 (Flst.-Nr. 20154) (Karte)                                        | 1784                | Geschützt nach § 28 DSchG                                |    |
| Weitere Bilder | Burgruine Weißenstein, Rabeneck                                    | Kräheneckstraße 2/4 (Fst.-Nr. 20156, 20158, 20158/1, 20159/1, 20157/2, 200005/4)   | um 1240             | Geschützt nach § 28 DSchG                                |    |
|                | Grabmal Familie Trautz                                             | Liebfrauenstraße 12 (Flst.-Nr. 22178, Friedhof Dillweißenstein)                    | um 1917             | Geschützt nach § 2 DSchG                                 |    |
|                | Grabmal Heinrich Heyd                                              | Dillweißenstein, Liebfrauenstraße 12 (Flst.-Nr. 22178, Friedhof Dillweißenstein)   | 1913                | Geschützt nach § 2 DSchG                                 |    |
| Weitere Bilder | Katholische Liebfrauenkirche mit Pfarrhaus                         | Liebfrauenstraße 32 (Flst.-Nr. 22410) (Karte)                                      | 1910                | Geschützt nach § 2 DSchG                                 |    |
|                | Marienaltar als Teil der Kirchenausstattung                        | Liebfrauenstraße 32 (Flst.-Nr. 22410)                                              | 18. Jahrhundert     | Geschützt nach § 2 DSchG                                 |    |
|                | Wegkreuz                                                           | Liebfrauenstraße 32 (Flst.-Nr. 22410)                                              | 15. Jahrhundert     | Geschützt nach § 2 DSchG                                 |    |
|                | Bildstock an der Nagold                                            | Mühlbergstraße (Flst.-Nr. 22910)                                                   | 1491                | Geschützt nach § 28 DSchG                                |    |
|                | Otterstein                                                         | Ottersteinstraße (Flst.-Nr. 22176)                                                 | wahrscheinlich 1546 | Geschützt nach § 28 DSchG                                |    |
|                | Wohnhaus                                                           | Rabeneckstraße 1 (Flst.-Nr. 20132)                                                 | 1761                | Geschützt nach § 2 DSchG                                 |    |
|                | Wohnhaus                                                           | Rabeneckstraße 2 (Flst.-Nr. 20103)                                                 | 1716                | Geschützt nach § 2 DSchG                                 |    |
|                | Steinerne Brücke                                                   | Steinerne Brücke                                                                   | 1840                | Gewölbebrücke über die Nagold. Geschützt nach § 2 DSchG  |    |
|                | Wohnhaus                                                           | Wilhelm-Raabe-Straße 6 (Flst.-Nr. 20366)                                           | 1716                | Geschützt nach § 2 DSchG                                 |    |